# Suttungr

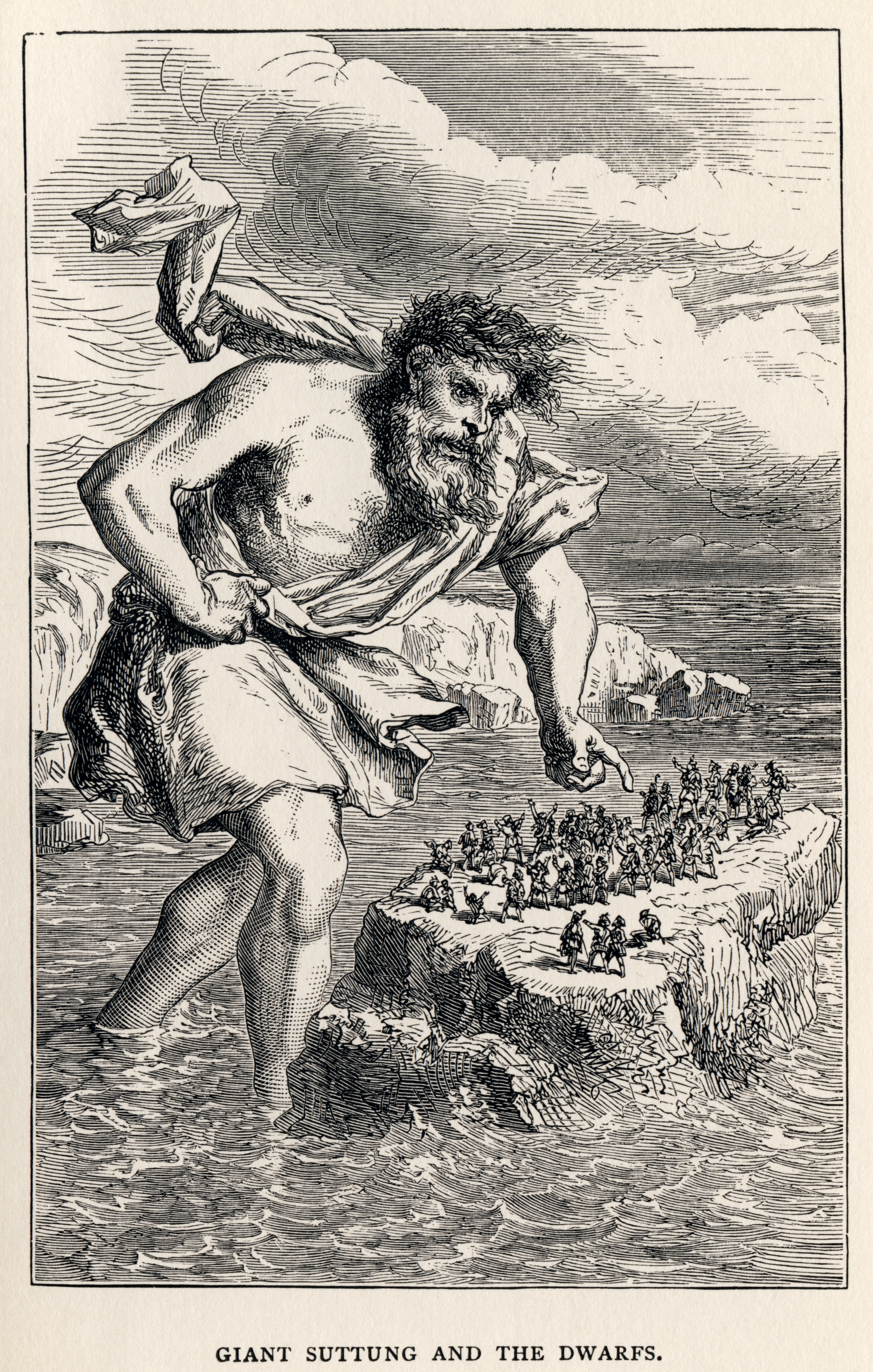
Suttungr i els nans

A la mitologia nòrdica, Suttungr o Suttung (/ˈsʊtʊŋər/) era un Jötun, probablement fill de Surtur i germà de Gilling, tot i que en algunes versions sembla que Gilling era el seu germà.

## Mitologia
Suttungr buscava els seus pares i va amenaçar als germans Fjalar i Galar, lligant-los a ells i a d'altres nans a una roca que seria submergida amb la marea. Els nans van suplicar clemència a Suttungr i a canvi li van oferir l'aiguamel poètica, que havien elaborat a partir de la sang de Kvasir. Suttungr l'agafà i la va amagar sota la muntanya Hnitbjorg, amb la seva filla Gunnlöð (a qui va convertir en bruixa) fent guàrdia.
En un moment donat, Odin va decidir obtenir l'aiguamel. Va treballar pel pagès Baugi, germà de Suttungr, durant tot un estiu, i aleshores va demanar de tastar l'aiguamel, però Suttungr s'hi va negar. Així, Baugi va foradar la muntanya, i Odin, transformat en serp, s'hi va esmunyir. A dins, va persuadir a Gunnlöð de donar-li tres xarrups a canvi de tres nits de sexe. Odin es va beure tota l'aiguamel, es va transformar en una àliga i va fugir de Suttungr fins a arribar a Asgard. Passat un temps, Gunnlöð va parir un fill d'Odin, Bragi.